# De Havilland Biplane No. 1
De Havilland Biplane No. 1 es un nombre aplicado retrospectivamente al primer avión construido por Geoffrey de Havilland, que lo construyó y voló una vez en diciembre de 1909. De Havilland emprendió el proyecto con la ayuda de su amigo, y pronto cuñado, Frank Hearle, y financió el proyecto con 1000 libras esterlinas prestadas por su abuelo materno, como anticipo de su herencia.

## Diseño y desarrollo
El diseño resultante fue un biplano de tres vanos con un fuselaje de estructura abierta, alas no decaladas de envergaduras iguales y un tren de aterrizaje de cuatro ruedas. La potencia era suministrada por un motor bóxer de cuatro cilindros De Havilland Iris de 30 kW (45 hp) (construido a medida por la Iris Car Company por 220 libras esterlinas) que movía dos hélices propulsoras montadas detrás de las alas. Se llevaron un empenaje y un estabilizador hasta la parte trasera, con un gran elevador en la parte delantera del avión. El control lateral lo proporcionaban alerones fijados al ala superior; la esposa de De Havilland, Louise, cosió las superficies de lino de las alas.
Mientras la construcción continuaba en Fulham, De Havilland y Hearle buscaron un sitio para probar el avión. Durante una visita a Crux Easton en verano, descubrieron cobertizos sin usar que habían sido construidos en la propiedad de Lord Carnarvon en Seven Barrows, por John Moore-Brabazon. De Havilland los compró en agosto por 150 libras y consiguió el permiso de Lord Carnarvon para volar desde sus tierras.
En diciembre, De Havilland y Hearle trasladaron el avión a los cobertizos y alquilaron habitaciones en una posada cercana. Después de las pruebas en tierra, lanzaron el avión por Beacon Hill, con De Havilland a los mandos. Se elevó en el aire brevemente, cubriendo unos 35 m antes de que el ala izquierda fallara y el avión se estrellara. La lesión más grave que recibió De Havilland fue un golpe en la muñeca causado por una de las hélices que aún giraban, golpe que recibió después de salir de entre los restos. El motor fue rescatado y propulsó el siguiente avión del equipo, el De Havilland Biplane No. 2, que voló por primera vez en septiembre de 1910, también desde Beacon Hill.

## Especificaciones
Referencia datos: Jackson

### Características generales
- Tripulación: Uno (piloto)
- Longitud: 8,8 m (29 ft)
- Envergadura: 11 m (36 ft)
- Superficie alar: 37,9 m² (408 ft²)
- Peso cargado: 386 kg (850,7 lb)
- Planta motriz: 1× motor bóxer de 4 cilindros refrigerado por agua De Havilland Iris.
  - Potencia: 34 kW (47 HP; 46 CV)
- Hélices: 2× bipala de paso fijo por motor.